# Frank Devlin
Joseph Francis „Frank“ Devlin (* 19. Januar 1900; † 27. Oktober 1988) war ein irischer Badmintonspieler.

## Karriere
Devlin ist der zweiterfolgreichste Spieler bei den All England, wo er insgesamt 18 Titel zwischen 1922 und 1931 gewann.  1926, 1927 und 1929 siegte er dabei jeweils in allen drei möglichen Disziplinen. 1997 wurde er gemeinsam mit seiner Tochter Judy Devlin in die Badminton Hall of Fame aufgenommen. Auch seine zweite Tochter Sue Peard wurde eine erfolgreiche Badmintonspielerin. Devlin schrieb mehrere Bücher über Badminton.

## Turniersiege
| Saison | Veranstaltung | Disziplin    | Name                                   |
| ------ | ------------- | ------------ | -------------------------------------- |
| 1921   | Scottish Open | Herrendoppel | R. A. J. Goff / Frank Devlin           |
| 1921   | Irish Open    | Herrendoppel | J. F. Devlin / R. H. Plews             |
| 1922   | All England   | Herrendoppel | Guy Sautter / Frank Devlin             |
| 1922   | Scottish Open | Herrendoppel | R. A. J. Goff / Frank Devlin           |
| 1923   | All England   | Herrendoppel | Frank Devlin / Gordon Mack             |
| 1923   | Irish Open    | Mixed        | J. F. Devlin / E. F. Stewart           |
| 1924   | All England   | Mixed        | Frank Devlin / Kitty McKane            |
| 1924   | Irish Open    | Herreneinzel | J. F. Devlin                           |
| 1925   | All England   | Herreneinzel | Frank Devlin                           |
| 1925   | All England   | Mixed        | Frank Devlin / Kathleen McKane Godfree |
| 1926   | All England   | Herreneinzel | Frank Devlin                           |
| 1926   | Irish Open    | Herreneinzel | J. F. Devlin                           |
| 1926   | All England   | Herrendoppel | Frank Devlin / Gordon 'Curly' Mack     |
| 1926   | All England   | Mixed        | Frank Devlin / Eveline Peterson        |
| 1927   | All England   | Herrendoppel | Frank Devlin / Gordon 'Curly' Mack     |
| 1927   | All England   | Mixed        | Frank Devlin / E. G. Peterson          |
| 1927   | All England   | Herreneinzel | Frank Devlin                           |
| 1928   | All England   | Herreneinzel | Frank Devlin                           |
| 1929   | All England   | Mixed        | Frank Devlin / R. J. Horsley           |
| 1929   | All England   | Herreneinzel | Frank Devlin                           |
| 1929   | All England   | Herrendoppel | Frank Devlin / Gordon 'Curly' Mack     |
| 1930   | All England   | Herrendoppel | Frank Devlin / Gordon 'Curly' Mack     |
| 1931   | Irish Open    | Herrendoppel | G. S. B. Mack / J. F. Devlin           |
| 1931   | All England   | Herreneinzel | Frank Devlin                           |
| 1931   | All England   | Herrendoppel | Frank Devlin / Gordon 'Curly' Mack     |
| 1931   | Irish Open    | Mixed        | J. F. Devlin / Marian Horsley          |

## Referenzen
- Statistiken des englischen Verbandes
- Literatur von Devlin

| Personendaten    | Personendaten             |
| ---------------- | ------------------------- |
| NAME             | Devlin, Frank             |
| ALTERNATIVNAMEN  | Devlin, Joseph Francis    |
| KURZBESCHREIBUNG | irischer Badmintonspieler |
| GEBURTSDATUM     | 19. Januar 1900           |
| STERBEDATUM      | 27. Oktober 1988          |